# Peter Bonnevaux
Colonel Peter Bonnevaux, (né en 1752 - mort le 12 juillet 1797), est le 4e gouverneur militaire du Ceylan britannique.